# Фердінандо Мегліо
Фердінандо Мегліо (італ. Ferdinando Meglio, нар. 27 червня 1959, Неаполь, Італія) — італійський фехтувальник на шаблях, олімпійський чемпіон (1984 рік), срібний (1980 рік) та бронзовий (1988 рік) призер Олімпійських ігор.

## Виступи на Олімпіадах
| Олімпіада         | Дисципліна          | Місце |
| ----------------- | ------------------- | ----- |
| Москва 1980       | індивідуальна шабля | 7     |
| Москва 1980       | командна шабля      | 2     |
| Лос-Анджелес 1984 | командна шабля      | 1     |
| Сеул 1988         | командна шабля      | 3     |
| Барселона 1992    | індивідуальна шабля | 6     |
| Барселона 1992    | командна шабля      | 8     |